# Lahcen Ahansal
Lahcen Ahansal (Jbel Bani, 1973) is een Marokkaanse ultraloper. Hij geniet met name bekendheid vanwege zijn tien overwinningen bij de Marathon des Sables, een zesdaagse ultraloop door de Sahara. Ook won hij eens de Swiss Alpine Marathon in Davos.
In 1997 won hij voor de eerste maal de Marathon des Sables. In het jaar erop werd hij door zijn broer Mohamad Ahansal verslagen die deze wedstrijd won in een recordtijd van 16 uur, 22 minuten en 29 seconden.

## Persoonlijke records
| Afstand  | Tijd    | Jaar |
| -------- | ------- | ---- |
| 1000 m   | 2.55    | 1999 |
| 10.000 m | 30.55   | 1999 |
| Marathon | 2:16.50 | 1997 |

## Palmares
1992
- 3e Marathon des Sables (7e editie)

1994
- 5e Marathon des Sables (9e editie)

1995
- 3e Super Marathon van Marokko

1996
- 5e Marathon des Sables (11e editie)

1997
- Marathon des Sables (12e editie)

1998
- Marathon des Sables (13e editie)
- Super Marathon des "Gorges du Verdon", Frankrijk
- Ultramarathon d'Autriche

1999
- Marathon des Sables (14e editie)
- Défi Val-de-Travers, Zwitserland (74 Km, 2952D+)

2000
- Marathon des Sables (15e editie)

2001
- Marathon des Sables (16e editie)
- Swiss Alpine Marathon (Davos)

2002
- Marathon des Sables (17e editie)
- 100 km van Biel, Zwitserland

2003
- Marathon des Sables (18e editie)

2004
- Marathon des Sables (19e editie)

2005
- Marathon des Sables (20e editie)

2006
- Marathon des sables (21e editie)
- 100 km van België
- Marathon du Beaujolais (Team winnaar)
- Ultramarathon de Verbier, Zwitserland

2007
- Marathon des Sables (22e editie)